# 錫卡奇冰原島峰
63°58′S 58°4′W / 63.967°S 58.067°W
錫卡奇冰原島峰（英語：Seacatch Nunataks），是南極洲的冰原島峰，位於葛拉漢地的詹姆斯羅斯島，海拔高度約500米，由英國南極名稱諮詢委員會命名，現時由南極條約體系管理。